# Tromblonske mine
Tromblonske mine su posebna vrsta granata koje se ispaljuju s puške pomoću ćorka tj. tromblonskog metka i tromblonskog nastavka. Sve tromblonske mine posebno su konstruirane da mogu letjeti zrakom. Za bolje i brže probijanje zraka imaju stabilizatore i krilca.
Tromblonski nastavak može biti sastavni dio puške ili se može posebno naviti na njega. Standardni promjer tromblonskog nastavka je po NATO-u 22mm, A po Varšavskog ugovoru 20mm. Razvoj tromblonskih mina je išao tako daleko da se danas mogu ispaljivati i s aktualnim metkom.
Standardno se koristi ćorak da bi se tromblon ispucao na velike daljine, od 50 metara do preko 200 metara. Popularizirani su trombloni tijekom 1. svjetskog rata, kada Centralne i Entente vojne sile su trebale smisliti način da lansiraju granate puno dalje tako da umanje rizik svojem vojniku, te da jedinice vojske mogu bolje ispaljivati ili lansirati granate iz potpunog zaklona da ih ne upucaju. Trombloni se rabe slično kao minobacači: često se puška polegne na zadi tj. kundak i tromblonač većinom gađa iz zaklona ili iz daljine da ne može vidjeti svoje mete. Naravno, može se tromblon koristiti za precizno ciljanje, ovisno o granati, pušci i ćorku, da se direktno gađaju mete eksplozivom ili granatom.

## Uporaba
Tromblonač, kada gađa na veće daljine slično koristi pušku s tromblonom kao što bi minobacač. Stavi tromblon nastavak, isprazni sve prave metke iz puške i stavi tromblonske ćorke, i polegne kundak puške na čvrstu podlogu koju nađe, ispaljuje koristeći tromblon-nišan ili ciljnik da može pravilno i točno usmjeriti i odrediti točnu daljinu koju zatreba (inače između 30 do 300 metara). Većinu tromblona ima takav nišan, koji usmjeri pušku pod idealni kut bez potrebe.
Pri direktnom gađanju se radi o ekstremnoj ili veoma bliskoj daljini pucaču, gdje se može koristiti procjene i gađanje s nišanom oružja umjesto nišana od tromblon nastavka. Ovo bi se koristilo kada se koristi dimna mina ili bezopasna vrsta mine, ili kada gađamo direktno na ekstremnu daljinu.

## Tromblonske mine hrvatske i jugoslavenske proizvodnje
- Tromblonska kumulativna mina M-60. Uspješno djeluje na 150m, probija čeličnu ploču od 200mm, teška je 610grama a početna joj je brzina 61 m/s. Kod ispaljenja je bitno izvaditi osigurač i minu ispaliti iz zaklona.

- Tromblonska trenutna mina M-60. Uspješno djeluje na 300m s radijusom ubojitog djelovanja od 100m, težina mine iznosi 520 grama, a brzina leta 67 m/s. Ova mina pak ima dva osigurača, a prije ispaljenja je bitno pogledati i provjeriti da li ispred ima kakvih prepreka. Izbačena je iz upotrebe jer kada se je po kišnom vremenu ispaljivala, njen vrlo osjetljivi upaljač se je aktivirao već 50 metara od ispaljenja.

- Tromblonska osvjetljavajuća mina M-620 i M-620B. Osvjetljava prostor radijusa 300m, a smjesa gori 30 sekundi. Punjenje je pirotehnička mješavina na bazi magnezija. Mina se koristi i za izazivanje požara i gađanja ljudskih meta. Tromblonska mina M-620B je pak novija mina učinkovitijim probijanjem kroz zrak i pirotehničko-bengalsko je punjenje bengalska vatra.
- Tromblonska dimna mina M-62, stvara dimnu zavjesu u krugu 300m za 80-90 sekundi. Dim je težak i dugo stoji pri tlu i štetan je za disanje pa su potrebne gas-maske. Široka je 100cm, a visoka 8cm.

## Galerija
- Francuska tromblonska mina VB.
- Španjoljska, Jugoslavenska, Francuska, Južnoafrička i Jugoslavenska mina
- Japanski Tip 2, tromblonska mina.
- Protuoklopna tromblonska mina M49A2, SAD.
- Tromblonska Mina za pušku M1895 Steyr Mannlicher.
- Njemačke tromblonske mine, 1917.-1918. godine.
- Tromblonske mine Saveznika:M1 Adapter Mark 2 granate, M22 Dimna Kontaktna Mina, M17 kontakt-fragmentirajuća granata, i M2 adapter za dimnu granatu AN-M8